# El Coro (Sarrià de Ter)
El Coro és una obra de Sarrià de Ter (Gironès) protegida com a Bé Cultural d'Interès Local.

## Descripció
L'edifici anomenat el Coro es va bastir a sobre dos edificis existents. La planta de l'immoble és trapezoïdal. La façana a la placeta de la Font té una longitud de 12 m i la del carrer del Firal mesura 22 m. La façana presenta una rica ornamentació d'esgrafiats i una balconada correguda al primer pis amb barana de forja.
La planta baixa es destinava a cafè i escenari per a representacions teatrals i la planta superior servia com a sala de ball.

## Història
L'edifici existent feia funció de magatzem de vins i quadres de cavalleries i pertanyia a la família Encesa. Fou Rafael Masó l'encarregat de adaptar-lo com a seu de l'Orfeó Joventut de Sarrià.
L'any 1936 l'edifici fou adquirit pel Govern de la Generalitat per adaptar-lo com escola. Aquesta adequació la portà a terme Emili Blanch. El projecte que prèvia fer un pati a l'altra banda del carrer, construir una piscina i un camp de futbol, mai es va acabar de concloure.
L'any 1940 l'edifici va tornar a recuperar-se com a cafè.
L'any 1963 l'immoble va passar a ser propietat de l'Agrupació de Flequers de Sarrià de Ter, Pont Major i Sant Julià de Ramis.
Actualment aquest immoble és propietat municipal i l'any 2001 es va reformar com a centre de dinamització per a la gent gran.